# Никола Митровић
Никола Митровић — Кокан (Лесковац, 19. децембар 1933 — Лесковац, 30. октобар 1997) био је српски стрипар и графички дизајнер. Један је од обновитеља послератног српског и југословенског стрипа.

## Биографија
Завршио је Средњу уметничку школу „Ђорђе Крстић“ у Нишу у њеној првој генерацији. Почео је да ради као наставник ликовног образовања, али је готово читав радни век провео као дизајнер амбалаже токосових кондиторских и моравкиних производа у предузећу „Тома Костић“ у Лесковцу. Створио је лик девојчице Чоколите која је убрзо постала заштитни знак свих производа „Токоса“ и  „Моравке“. Урадио је рекламни спот у трајању од једне минуте у коме Чоколита плеше у стилу ламбаде. Дебитовао је 1960. стрипом „Партизанске приче“ у листу Мајин стрип. Био је један од првих стрипских сарадника тек основаних Дечјих новина из Горњег Милановца са стрипом „Бук и Вук“. Од тада му је штампан огроман број табли и каишева, а вероватно је најпознатији његов рад за едицију „Никад робом“.
Био је коаутор вероватно најкомерцијалнијег и најпознатијег стрипа на овим просторима – „Мирка и Славка“. Објављивао је и у љубљанско-загребачком „Нашем стрипу“. Почетком деведесетих за „Политикин Забавник“ („Мали забавник“) радио је бајке за децу у стрипу. У другој половини деведесетих преузео је ликовно обликовање и техничко уређивање часописа „Ђачки забавник“. Са Миомиром Мијом Кулићем покренуо је, волонтерски, Лесковачку школу стрипа 29. маја 1995. године (данас Школа носи Коканово име). За живота је групно излагао на изложби „Седам величанствених“ у Лесковцу, на Другом салону стрипа у Зајечару и на изложби „60 година домаћег стрипа у Србији“ у Суботици.
Према казивању његове ћерке Марине, много је волео Врање и његов дух из времена Боре Станковића, као и Станковић роман „Нечиста крв“. Оставио је више незавршених верзија стрипа „Софка“.
На Првој балканској смотри младих стрип аутора 1998. одржана му је прва самостална, постхумна изложба. Од тада су његови радови излагани на групним изложбама у Шапцу, Крагујевцу, Зајечару, Крушевцу, Београду, Нишу, Ваљеву и Зрењанину.
На Балканским смотрама младих стрип аутора од њихових почетака 1998. установљена је награда која носи име „Никола Митровић Кокан“ и додељује се најбољем младом балканском стрип цртачу, илустратору, сценаристи, теоретичару, а његово име носи и најдуговечнија награда за допринос српском стрипу која се додељује у Србији.

## Награде
- „Максим“ за животно дело Салона српског стрипа у Зајечару
- Октобарска награда града Лесковца 1997. године.